# Jági-tanösvény
A Jági-tanösvény a Duna–Ipoly Nemzeti Park területén, közigazgatásilag pilisszentiváni területen kialakított tanösvény. Hat állomást tartalmazó, 3,5 kilométeres útvonala, amely a Nagy-Szénás hegytömbjének közvetlen közelében, nagyrészt Európa diplomás területen halad, csekély szintemelkedést tartalmaz, így könnyűszerrel bejárható akár kisgyerekes családoknak, időseknek is, másfél-két óra alatt.

## Leírása

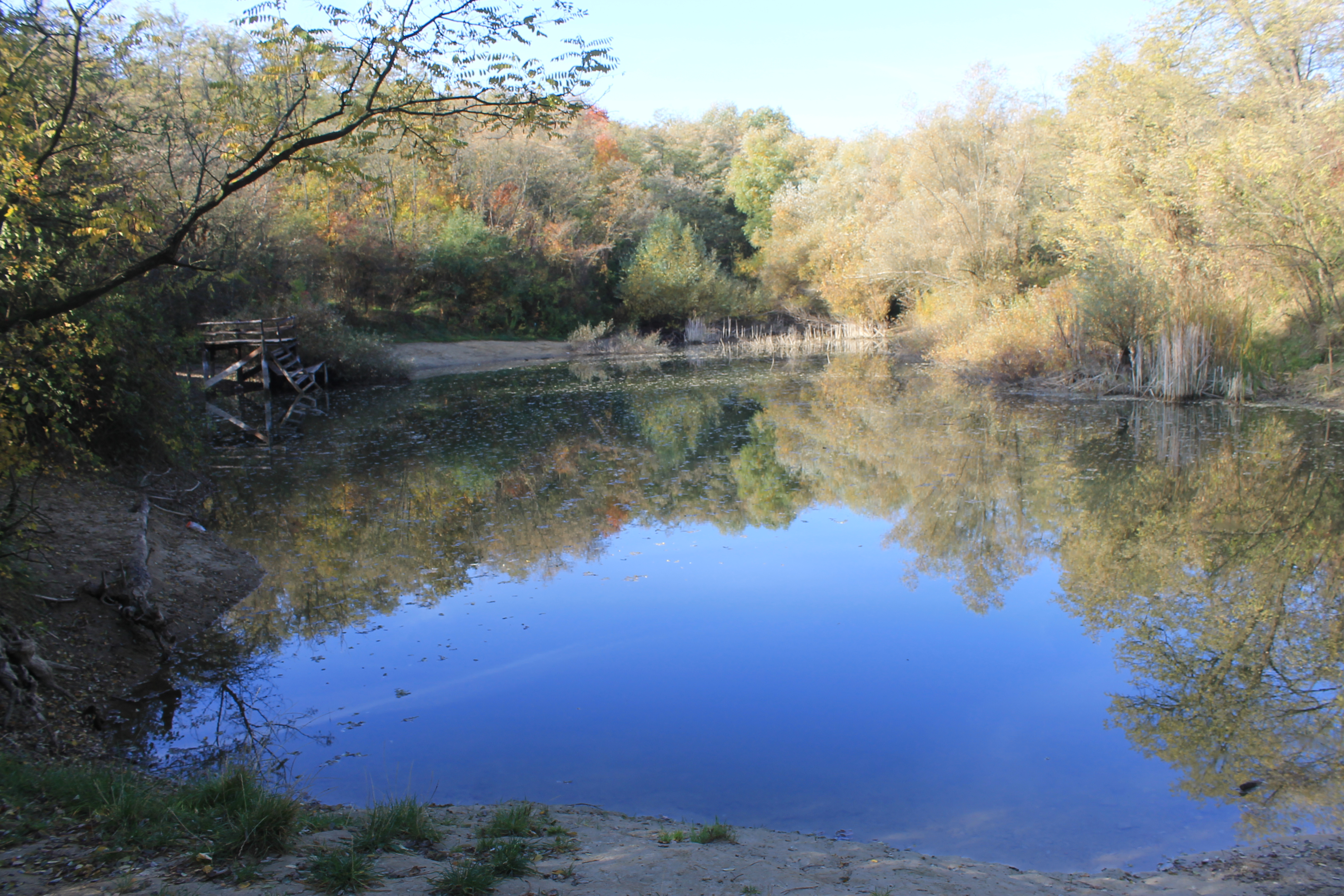
A Jági-tó ősszel

A tanösvény, melynek útjelzése a kislevelű hárs zöld színű levele, Pilisszentiván sporttelepének parkolójából indul, széles erdészeti úton, a Vadász-réti-patak völgyében (bár az első kb. egy kilométeres szakaszon a patak általában nem látható, vize a völgy vastag üledékrétegében, a felszín alatt folyik). Első állomása a Fehér-hegy oldalában kialakított kis kőfejtőnél található, majd innen továbbhaladva rövidesen eléri a Jági-tavat. A szinte minden irányból erdőkkel övezett, hangulatos kis tó a Vadász-réti-patak duzzasztásával jött létre, vízében gazdag béka- és vízirovar-fauna él, melyeknek néhány érdekes egyedét akár a parton szemlélődve is megfigyelhetjük. A tó délkeleti partján emelkedő kis domb tetején szépen kiépített, árnyékos pihenőhely található, ahol gyakran szerveznek bemutató jellegű, illetve kutatási célú madárgyűrűzéseket egyaránt.

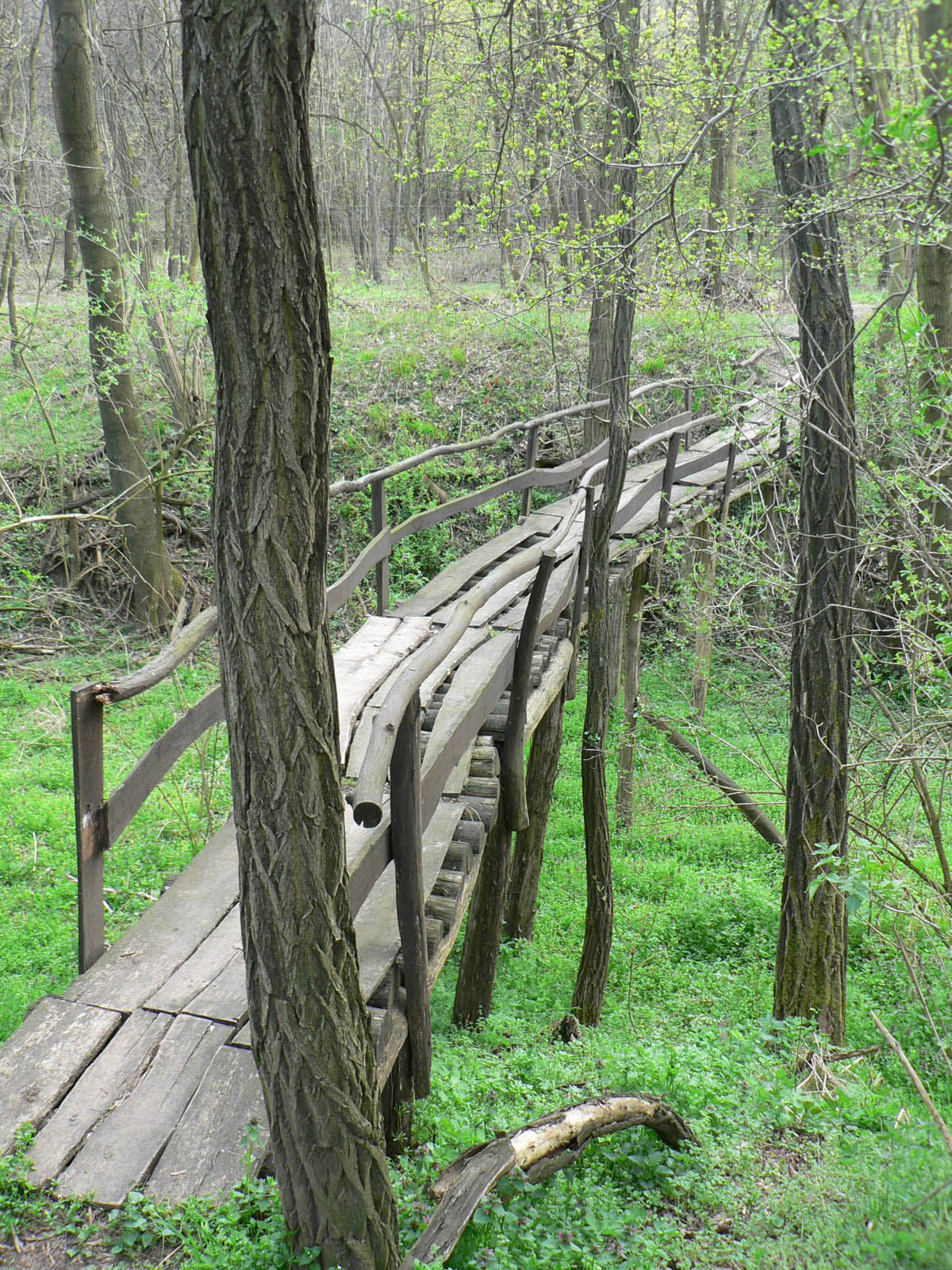
A tanösvény fahídja a Vadász-réti-patak felett

A tó mellett elhaladva a tanösvény nyugatnak fordul és egy akácoson átvágva a Vadász-réti-patak árka mentén halad, annak déli partján. Mintegy másfél kilométer után az útvonal északnak fordul, egy fahídon átvezet a völgy északi oldalára, majd ott pár száz méteren még továbbra is a patakkal párhuzamos marad az iránya. Ezen a szakaszon észak felől egy irtásföld, a Vadász-rét határolja az útvonalat, ahol pedig a rét véget ér, ott a tanösvény útvonala északnak fordul. Itt található az útvonal legmagasabb pontja, 290 méteres tengerszint feletti magasságban, ugyanitt egy kilátó is áll, amit a nemzeti park a Pesthidegkúti Waldorf Iskola tanáraival és diákjaival közösen épített, és ahonnan jól belátható a Solymári-völgyet dél felől határoló hegyek szinte mindegyike.

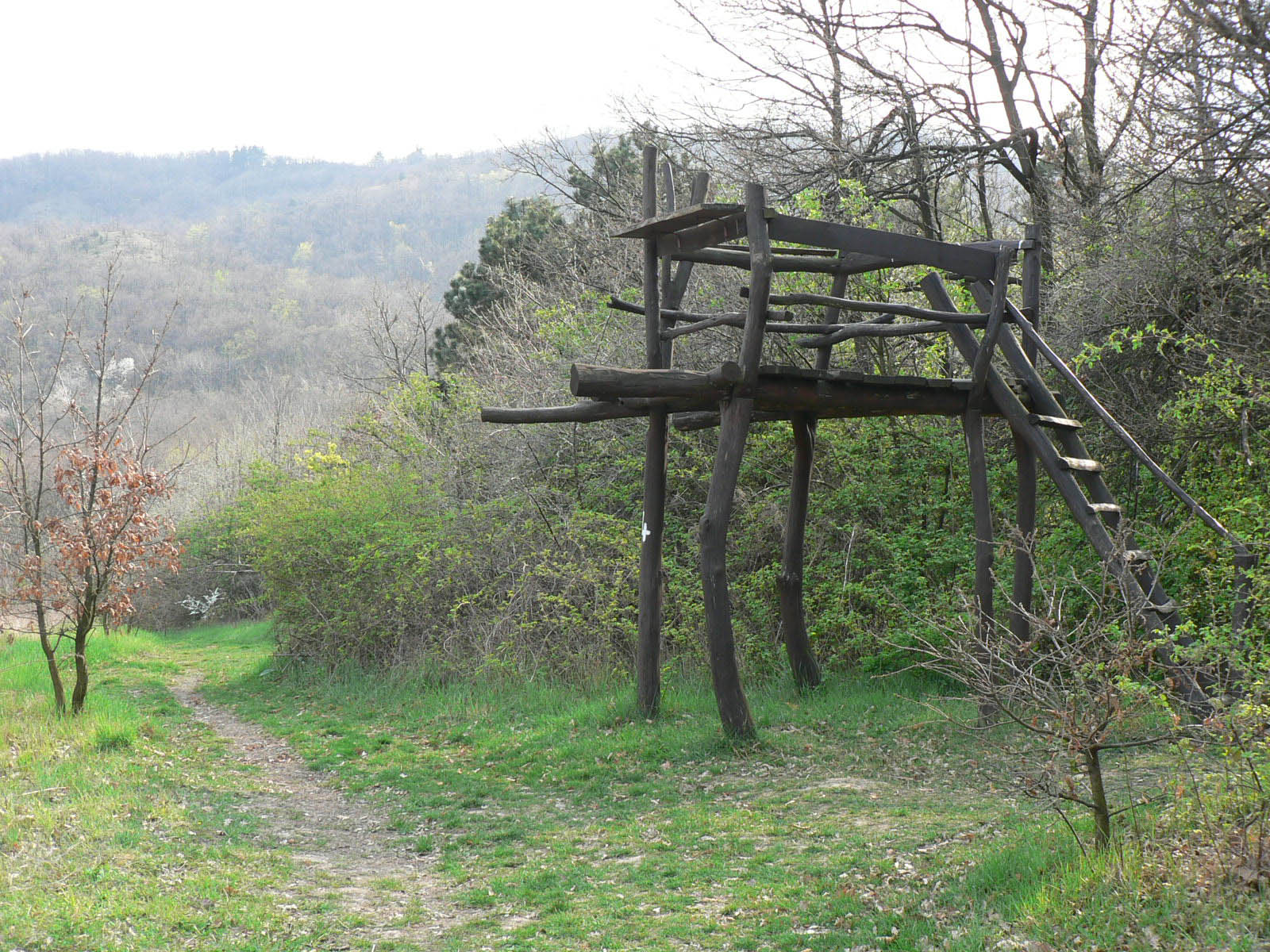
Kilátó a tanösvényen

A kilátó után a tanösvény útvonala erdőbe ér, ahol keresztezni kell (egy fából ácsolt létrán) egy vadvédelmi kerítést is. Az út itt egy keskeny, de a szálerdőben jól kivehető ösvényen halad, érinti a már elapadt Hársas-forrást és a forrásnál kiépített egykori pihenőhely maradványait, majd röviddel arrébb kiér az erdőfoltból, ami előtt ismét át kell jutni a vadvédelmi kerítés túloldalára, egy újabb létra segítségével. Innentől az útvonal egy bokros ligeterdőben halad, az Aranyhegyi-patak legfelső szakaszának völgyében, néhány tíz méterre a patak folyásától; ez a szakasz különösen az ösvényt határoló galagonyabokrok virágzása idején nagyon hangulatos. Ezen a szakaszon a tanösvény elhalad a környékbeli népi vallásosság egy érdekes építménye, egy úgynevezett képoszlop vagy képkő mellett. Az ilyen képkövek állítása jellemző volt Magyarország több németlakta településén, így Pilisszentivánon is; a kőből faragott, egy-egy szentképet tartalmazó oszlopok egyaránt szolgáltak emlékhelyként és imádkozó helyként is. A tanösvény utolsó szakasza már a falu házai mellett vezet vissza a kiindulási pontra, a sportpályára.

## Megközelítés
A tanösvény kiindulási- és egyben végpontja, a pilisszentiváni sporttelep tömegközlekedéssel az Árpád hídtól induló 830-as és a 832-es buszokkal érhető el a Pilisszentiván, Szabadság út 126. nevű megállónál leszállva, ahonnan pár perces séta a sporttelep.

## Nevének eredete
A tanösvény a nevét onnan kapta, hogy pilisszentiváni német népnyelvben az útvonala által határolt irtásrét, a Vadász-rét, az attól délre húzódó Vadász-réti-patak vagy -árok, illetve az annak duzzasztásával létrejött tó is a Jági nevet viseli, ami a vadászt jelentő német Jäger szó helyi tájnyelvi megfelelője.